# Regione di Somerset
La regione di Somerset è una Local Government Area che si trova nel Queensland. Essa si estende su una superficie di 5.381,5 chilometri quadrati e ha una popolazione di 21.639 abitanti. La sede del consiglio si trova a Esk.